# Джей Спірінг
Джей Френсіс Спірінг (англ. Jay Francis Spearing; нар. Воллесі, Англія) — англійський футболіст. Півзахисник «Болтон Вондерерз», де перебуває на правах оренди з «Ліверпуля».

## Кар'єра

### 2007—2010
У 2007 році разом з молодіжним складом «Ліверпуля» виграв молодіжний кубок Англії. У сезоні 2007—08 переміг у Резервній Прем'єр-лізі.

### 2008—2009
За головну команду Спірінг дебютував 9 грудня 2008 року в матчі Ліги чемпіонів у грі проти «ПСВ», яку «марсісайдці» виграли 3-1 . Також з'явився в тому ж змаганні у грі проти мадридського «Реалу».
31 березня 2009 року тодішній головний тренер «Ліверпуля» повідомив, що пропонуватиме Спірінгу новий контракт. 6 липня Джей підписав новий трирічний контракт з клубом.

### 2009—2010
22 вересня 2009 року Спірінг вперше вийшов у стартовому складі команди в матчі кубка футбольної ліги проти «Лідс Юнайтед». «Ліверпуль» переміг з рахунком 1-0, сам Спірінг сказав: «Я знаходжусь у добрій формі, сподіваюсь, що заслужив й далі виходити в стартовому складі» . У чемпіонаті Джей вийшов зі старту 17 жовтня у матчі проти «Сандерленда», але пізніше був замінений Хав'єром Маскерано. Через одинадцять днів зіграв увесь матч у кубку ліги проти «Арсеналу», який «червоні» програли з рахунком 2-1. Протягом сезону Джей ще двічі з'являвся на полі: проти «Портсмута» (поразка 2-0) та «Вулвергемптон Вандерерз» (перемога 2-0).

#### Оренда до «Лестер Сіті»

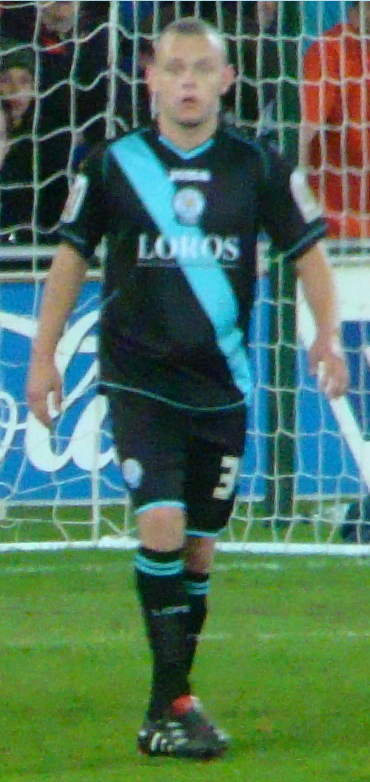
Спірінг у «Лестер Сіті»

22 березня 2010 року до кінця сезону Спірінг на правах оренди перейшов до клубу з Чемпіоншипу «Лестер Сіті». Через два дні відбувся дебют футболіста за нову команду, у матчі «Лестер Сіті» програли «Редінгу». Останній матч за «Лестер» відбулась 12 травня у півфінальному плей-оф матчі Чемпіоншипу, команда здобула перемогу з рахунком 3-2, але цього було недостатньо для виходу до фіналу. Спірнг дев'ять разів виходив за «Лестер Сіті», забив один м'яч у ворота «Вотфорда».

### 2010—2011
Вперше в сезоні 2010-11 вийшов у матчі кваліфікації Ліги Європи проти македонського клубу «Работнічкі», де зіграв 90 хвилин. 16 вересня Джей також відіграв увесь матч проти бухарестської «Стяуа». 20 листопада стало відомо, що Спірінг зламав щиколотку та вибув на шість тижнів. У 2011 році футболіст вперше вийшов на поле 16 січня в маті проти «Евертона». У післяматчевій конференції Кенні Далгліш похвалив молодого півзахисника, і пожартував, що Стівен Джеррард може вже не потрапити до основного складу . 20 березня в грі проти «Сандерленда» заробив пенальті, який реалізував Дірк Кьойт, цей гол став переможним для команди.

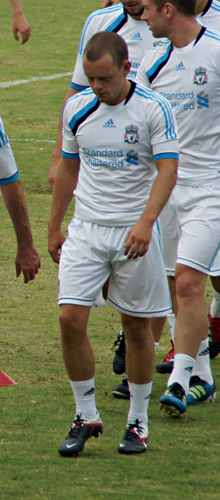
Спірінг на передсезонних зборах

У травні «Ліверпуль» оголосив, що він продовжив контракт з півзахисником .

### 2011—2012
З 8 липня 2011 року Спірінг носить номер 20, так як його старий номер 26 взяв собі новачок команди Чарлі Адам . Незважаючи на похвали у кінці попереднього сезону, Джей поступився місцем в основному складі новачка Адаму, Джорадану Хендерсону та Стюарту Даунінгу. 20 липня сотало відомо, що Спірнг може перейти в оренду до «Вулвергемптон Вандерерз», але сам гравець спростував чутки, сказавши, що він буде боротися за місце в основі . Футболіст вперше вийшов на поле в новому сезоні 24 серпня 2011 у матчі кубка футбольної ліги проти «Ексетер Сіті».

## «Болтон Вондерерз»
31 серпня 2012 року Спірінг на правах оренди приєднався до «Болтон Вондерерз».

## Статистика
| Англія  | Англія      | Англія       | Англія | Англія | Англія | Англія | Англія     | Англія     | Англія  | Англія  | Англія | Англія | Англія | Англія | Англія    | Англія    |
| Сезон   | Клуб        | Дивізіон     | Ліга   | Ліга   | Кубок  | Кубок  | Кубок ліги | Кубок ліги | Плей-оф | Плей-оф | УЄФА   | УЄФА   | Всього | Всього | Поведінка | Поведінка |
| Сезон   | Клуб        | Дивізіон     | Ігри   | Голи   | Ігри   | Голи   | Ігри       | Голи       | Ігри    | Голи    | Ігри   | Голи   | Ігри   | Голи   | ЖК        | ЧК        |
| ------- | ----------- | ------------ | ------ | ------ | ------ | ------ | ---------- | ---------- | ------- | ------- | ------ | ------ | ------ | ------ | --------- | --------- |
| 2008–09 | Ліверпуль   | Прем'єр-ліга | 0      | 0      | 0      | 0      | 0          | 0          | -       | -       | 2      | 0      | 2      | 0      | 0         | 0         |
| 2009–10 | Ліверпуль   | Прем'єр-ліга | 3      | 0      | 0      | 0      | 2          | 0          | -       | -       | 0      | 0      | 5      | 0      | 0         | 0         |
| 2009–10 | Лестер Сіті | Чемпіоншип   | 7      | 1      | 0      | 0      | 0          | 0          | 2       | 0       | -      | -      | 9      | 1      | 0         | 0         |
| 2010–11 | Ліверпуль   | Прем'єр-ліга | 11     | 0      | 0      | 0      | 1          | 0          | -       | -       | 8      | 0      | 20     | 0      | 0         | 0         |
| 2011–12 | Ліверпуль   | Прем'єр-ліга | 6      | 0      | 1      | 0      | 5          | 0          | -       | -       | 0      | 0      | 12     | 0      | 1         | 1         |
| Всього  | Всього      | Всього       | 21     | 1      | 0      | 0      | 4          | 0          | 2       | 0       | 10     | 0      | 37     | 1      | 0         | 0         |

## Досягнення
«Ліверпуль»
- Резервна Прем'єр-ліга: 2007-08
- Молодіжний кубок: 2005-06, 2006-07
- Володар Кубка Футбольної Ліги: 2012